# Barrmaelia sustenta
Barrmaelia sustenta är en svampart som först beskrevs av Charles Bagge Plowright, och fick sitt nu gällande namn av Rappaz 1995. Barrmaelia sustenta ingår i släktet Barrmaelia och familjen kolkärnsvampar.   Inga underarter finns listade i Catalogue of Life.